# Helena Syrkusowa

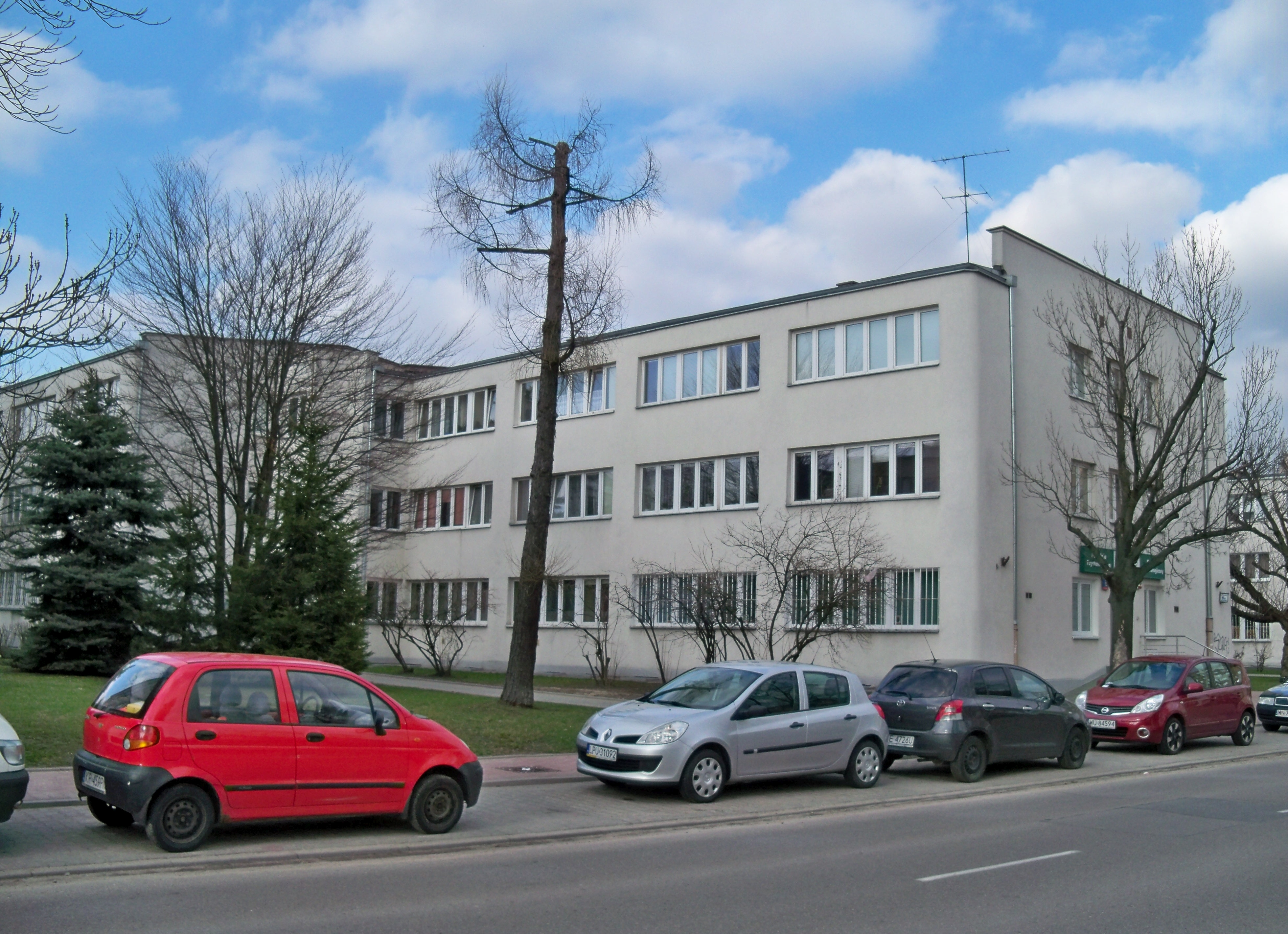
Helena y Szymon Syrkus, Barrio de Rakowiec

Helena Syrkusowa, o Helena Syrkus en los países de lengua no eslava, Helena Niemirska de soltera, nacida Helena Eliasberg (Varsovia, 14 de mayo de 1900-ibídem, 19 de noviembre de 1982), fue una arquitecta y profesora universitaria polaca de origen judío. Destacó por su participación en la vanguardia arquitectónica de entreguerras, como cofundadora del grupo Praesens en 1925, y por su participación en los CIAM, de los que fue vicepresidenta entre 1945 y 1954. Como arquitecta, fue coautora, junto a su marido Szymon Syrkus, de numerosos edificios de vivienda social en Varsovia.

## Primeros años
Estudió arquitectura, filosofía, dibujo y varios idiomas, lo que le permitió trabajar también como traductora y tener un círculo de relaciones internacionales que incluiría a gran parte de la vanguardia artística y arquitectónica de la época.

## Trayectoria
Desde 1925 fue miembro fundador del grupo de arquitectos Praesens, vinculado al constructivismo e interesado en la introducción de las formas modernas de construcción en la arquitectura para conseguir, a través de la estandarización y la reducción de costes, viviendas asequibles para las clases media y baja. Desde 1928, junto a Praesens, representó a Polonia en las reuniones del CIAM. En 1933 fue una de las editoras de la Carta de Atenas. Aunque al principio realizó para los CIAM varias tareas no demasiado representativas, como traductora o secretaria, fue la mujer que mayor puesto alcanzó en dicha organización, siendo vicepresidenta de los CIAM desde 1945 a 1954.
Tras su matrimonio en 1926 con Szymon Syrkus realizarían juntos todos sus proyectos. De hecho, la creencia en la arquitectura como un trabajo esencialmente de equipo hace imposible distinguir su autoría de la de su marido en su obra arquitectónica. Entre sus viviendas de entreguerras resulta interesante la villa para el doctor Nelken en Kostancin de 1932-1933, con un enfoque global del diseño que incluía mobiliario y detalles funcionales.
Su militancia de izquierdas le llevó a participar en la resistencia durante la Segunda Guerra Mundial. Tras la detención e ingreso en Auschwitz de su marido en 1942 pasó a dirigir el Pracownia Architektoniczo-Urbanistyczna (Taller de Arquitectura y Urbanismo) o PAU, formado en 1939 por un grupo de hasta ochenta arquitectos, urbanistas y sociólogos. El objetivo del PAU era no solo la construcción de viviendas económicas, sino la construcción de una comunidad. Algunos de sus principios teóricos se plasmaron en los conjuntos de viviendas que proyectó para la WSM (Warszawska Spoldzielnia Mieszkaniowa) o Cooperativa para la Construcción de Viviendas de Varsovia, como el pionero complejo Rakowiec, proyectado en 1930 pero construido en 1939, con viviendas mínimas que compartían una lavandería y una guardería comunitarias, o posteriormente el conjunto de viviendas en Kolo (1947-1950) y el conjunto de viviendas Praga I (1948-1952). En algunos edificios de estos últimos conjuntos se experimentó utilizando bloques de hormigón celular y aplacado de hormigón como capa de acabado.
Tras la represión del levantamiento de Varsovia huyó a Cracovia, donde trabajó durante un corto periodo de tiempo en la planificación clandestina de la reconstrucción de Varsovia con Roman y Anatolia Piotrowski. El 6 de enero de 1945 fue detenida e internada en los campos de concentración nazi. El 7 de mayo de 1945 fue liberada del campo de concentración de Breslau por el ejército soviético.
Tras la guerra, visitó Estados Unidos en 1946 con la exposición Warsaw Accuses destinada a divulgar la escala de la destrucción y promover la reconstrucción de Varsovia. Su red de contactos internacionales, y en particular su relación con Kazimir Malévich, acabaron valiéndole a Syrkusowa la acusación de “cosmopolitismo” en el Congreso Nacional de Arquitectos del Partido Comunista Polaco en 1949, en la que se adoptó el “realismo socialista” como estilo oficial. Helena Syrkusowa, militante comunista desde 1944, acabó aceptando estas tesis y defendió en el VII CIAM de Bérgamo, frente a las críticas de Sigfried Giedion, la reconstrucción literal de Varsovia por su valor simbólico para la comunidad, el respeto por la historia y un arte realista entendible por los usuarios.
A partir de 1950 enseñó en el departamento de Arquitectura de la Universidad Técnica de Varsovia. Aunque hasta 1952 lo hizo como asistente de su marido, en 1964 se convirtió en directora del Departamento de Arquitectura Residencial.

## Publicaciones
Su experiencia y sus ideas sobre urbanismo están recopiladas en dos libros: Ku idei osiedla sporcznego, 1925-1975 (1976) (Hacia la idea de la vivienda social, 1925-1975) y Spoleczne cele urbanizacji. (1984) (Los objetivos sociales del urbanismo), publicado póstumamente.